# Ziad Jaziri
Ziad Jaziri (auch Zied) (* 12. Juli 1978 in Sousse) ist ein ehemaliger tunesischer Fußballspieler. Derzeit ist er Sportdirektor beim Étoile Sportive du Sahel.
Jaziri war als aktiver Fußballspieler 1999 bis 2007 Nationalspieler für Tunesien. Er spielte im Sturn und erzielte für die tunesische Nationalmannschaft insgesamt 14 Tore in 64 Spiele.
Seine Karriere begann bei Étoile Sportive du Sahel. 1999 wurde er von Jean Fernandez, der damalige französische Fußballtrainer von Étoile und der als Entdecker von Zinédine Zidane gilt, ins Profikader berufen. Zusammen mit Francileudo Silva dos Santos formierte er ein starkes Sturmduo. Später spielten die beiden auch in der tunesischen Nationalmannschaft zusammen und trugen ein großer Anteil am Gewinn der Fußball-Afrikameisterschaft 2004.
Jaziri nahm bei der Fußball-Weltmeisterschaft 2002 in Japan und Südkorea teil und stand im Kader von Roger Lemerre bei der Fußball-Weltmeisterschaft 2006 in Deutschland. Dort schied er mit Tunesien nach einigen umstrittenen Entscheidungen des Schiedsrichters frühzeitig in der Vorrunde aus.

## Erfolge

### Als Spieler
- Fußball-Afrikameisterschaft 2004 mit Tunesien.
- CAF Confederation Cup 1999 mit Étoile Sportive du Sahel

### Als Sportdirektor
- Championnat de Tunisie: 2016
- Coupe de Tunisie (2): 2014, 2015
- CAF Confederation Cup: 2015